# Wilhelm Roser
Wilhelm Roser (Stoccarda, 26 marzo 1817 – Marburgo, 16 dicembre 1888) è stato un chirurgo e oculista tedesco.

## Biografia
Nel 1839 conseguì il dottorato in medicina presso l'Università di Tubinga, e successivamente  continuò la sua formazione a Würzburg, Halle, Vienna e Parigi. Nel 1841 tornò a Tubinga, dove conseguì l'abilitazione. Nel 1846 fece il medico a Reutlingen, e in seguito successe a Eduard Zeis (1807-1868) come professore di chirurgia presso l'Università di Marburg, dove rimase per il resto della sua carriera.
Con i suoi amici, il medico Carl Wunderlich (1815-1877) e il neurologo Wilhelm Griesinger (1817-1868), fondò un giornale di medicina fisiologica intitolato Archiv für physiologische Heilkunde. Pubblicò oltre 150 articoli di medicina, e fu autore di Handbuch der anatomischen Chirurgie, un libro di testo sulla chirurgia anatomica in otto edizioni, ed è stato tradotto in francese e inglese.

## Eponimi associati
- "Gaffe bocca Roser-König": uno strumento orale utilizzato in medicina; nominato con il chirurgo tedesco Franz König (1832-1910).
- "Linea Roser-Nélaton": una linea teorica tracciata dalla spina iliaca anteriore superiore alla tuberosità dell'ischio. Chiamato con il chirurgo francese Auguste Nélaton (1807-1873).